# Sitaniec-Wolica
Sitaniec-Wolica – wieś w Polsce położona w województwie lubelskim, w powiecie zamojskim, w gminie Zamość.
W latach 1975–1998 miejscowość administracyjnie należała do województwa zamojskiego.
Przez miejscowość przepływa Czarny Potok.

Znajduje się tu zabytkowa ceglana dzwonnica.
Wieś jest sołectwem w gminie Zamość. Według Narodowego Spisu Powszechnego z roku 2011 wieś liczyła 731 mieszkańców.

## Historia
Wieś została osadzona przez Sitańskich zapewne w połowie XV stulecia na gruntach Sitańca. Pierwsza wzmianka o niej pochodzi z 1465 r. Początkowo zwana była Wolą Sitańską. Tak nazywano ją w rejestrze poborowym z 1564 r. (jako Wolia). Jednakże począwszy od połowy XVIII w. pojawia się nowa nazwa – Wolica: na mapie K. de Perthees’, a z 1786 r. oraz w 1893 roku. W posiadaniu rodu Sitańskich i Ściborów wieś Wola pozostawała do 1583-85 r., kiedy to przeszła na własność
Zamoyskich. W roku 1589 została włączona do dóbr Ordynacji Zamojskiej.